# Аліша Пото
Аліша Пото (англ. Alicia Poto, 28 березня 1978) — австралійська баскетболістка.
Срібна призерка Олімпійських Ігор 2004 року.